# Martina (Heilige)

El Greco: Die Jungfrau Maria mit den hll. Agnes und Martina

Martina († um 230 in Rom) war eine geweihte Jungfrau, Märtyrin und Heilige der frühen Kirche. Ihr Gedenktag ist der 30. Januar. Der Name Martina kommt aus dem Lateinischen und bedeutet „dem (römischen) Kriegsgott Mars geweiht“.
Martina war die Tochter eines ehemaligen römischen Konsuls und gehörte damit zur römischen Oberschicht, den Patriziern. Sie lebte zur Zeit des Kaisers Severus Alexander (222–235 n. Chr.) und bekannte sich offen zum Christentum.

## Leben
Der Überlieferung zufolge sollte die Christin Martina dazu gezwungen werden, im Tempel des Apollon ein Opfer darzubringen. Vor der Statue des Apoll schlug sie ein Kreuz, worauf das Götterbild zerbarst und der Tempel einstürzte. Martina wurde nun einer Reihe von Foltern überantwortet. Himmlischer Beistand half ihr, diese zu überstehen. Sie wurde im Amphitheater den Tieren vorgeworfen, aber der Löwe, der sie verschlingen sollte, legte sich ihr zu Füßen. Als Martina auf einen Scheiterhaufen gestellt wurde, erlosch das Feuer durch einen plötzlichen Gewitterregen; schließlich wurde Martina enthauptet.

## Rezeption
Die Verehrung der heiligen Martina ist seit dem 5. Jahrhundert bezeugt. Im 13. Jahrhundert verfasste Hugo von Langenstein nach der Vorlage der Passio Sanctae Martinae eine umfangreiche mittelhochdeutsche Reimlegende über Leben und Martyrium der heiligen Martina. Am 25. Oktober 1634 wurden in der Krypta einer frühchristlichen Kirche Roms in einem Tonsarg Reliquien gefunden, die der Heiligen zugeschrieben werden. Papst Urban VIII. stimmte daraufhin 1634 der Errichtung einer neuen Kirche an diesem Ort zu, Santi Luca e Martina, die neben dem Patronat der hl. Martina auch das des hl. Lukas trug.
In der christlichen Ikonographie wird Martina mit einem Löwen zu Füßen als ihrem Attribut dargestellt. Sie ist die Schutzpatronin von Rom und der stillenden Mütter.

## Bauernregeln
Für den Gedenktag der Heiligen gelten zahlreiche Bauernregeln (Wetterregeln):
- An Martina Sonnenschein, verheißt viel Frucht und guten Wein.
- Scheint an Martina die Sonne mild, ist sie der guten Ernte Bild.
- Bringt Martina Sonnenschein, hofft man auf viel Korn und Wein.